# Temporada 2009-2010 del Club Deportivo Baloncesto Sevilla
Aquesta fou la plantilla del Club Deportivo Baloncesto Sevilla durant la temporada 2009-2010, en la qual militava a la Lliga ACB:
| Club Deportivo Baloncesto Sevilla - Plantilla 2009-2010 |                  |            |                        |            |
| Núm.                                                    | Jugador          | Posició    | Nacionalitat           | Alçada (m) |
| 5                                                       | Juanjo Triguero  | Pivot      | País Valencià          | 2,12       |
| 6                                                       | Mario Cabanas    | Pivot      | Galícia                | 2,08       |
| 7                                                       | Tyrone Ellis     | Escorta    | Estats Units · Geòrgia | 1,96       |
| 8                                                       | Ruben Douglas    | Escorta    | Estats Units · Panamà  | 1,93       |
| 11                                                      | Earl Calloway    | Base       | Estats Units           | 1,91       |
| 14                                                      | Tomas Satoransky | Base       | Txèquia                | 1,99       |
| 15                                                      | Joan Sastre      | Aler       | Illes Balears          | 2,01       |
| 20                                                      | Duško Savanović  | Aler-pivot | Sèrbia                 | 2,03       |
| 21                                                      | Tariq Kirksay    | Aler       | Estats Units · França  | 1,99       |
| 31                                                      | Andrés Miso      | Escorta    | Espanya                | 1,98       |
| 41                                                      | Xavi Rey         | Pivot      | Catalunya              | 2,08       |
| 55                                                      | Ivan Radenović   | Aler-pivot | Sèrbia                 | 2,08       |